# Anglais jamaïcain
L'anglais jamaïcain ou anglais standard jamaïcain est un dialecte anglais parlé en Jamaïque. Il s'inspire pour partie de l'anglais américain et pour partie de l'anglais britannique. Généralement, il retient l'orthographe britannique.
Bien que la différence entre les deux dialectes relèvent davantage d'un continuum que d'une séparation nette, il ne faut pas le confondre avec le patois jamaïcain (que les linguistes appellent créole jamaïcain) ou avec le vocabulaire et le dialecte utilisés par le mouvement rastafari. Le créole jamaïcain est traditionnellement considéré par les Jamaïcains comme un anglais incorrect.

## Grammaire
Sur le plan grammatical, l'anglais standard jamaïcain est similaire à l'anglais britannique. Cependant, depuis peu, la proximité de la Jamaïque avec les États-Unis, leurs liens économiques étroits ainsi que les forts taux de migration (sans compter l'omniprésence de produits culturels importés des États-Unis : films, télévision câblée, musique populaire), l'influence de l'anglais américain s'est fortement étendue. Par conséquent, des expressions telles que « I don't have » ou « You don't need » sont généralement préférées à « I haven't got » ou « You needn't ».

## Vocabulaire
L'accent irlandais a acquis une grande influence sur l'accent de l'anglais jamaïcain. Depuis peu, l'influence américaine est également manifeste dans le vocabulaire (les nourrissons dorment dans des « cribs » et portent des « diapers » [ou « pampers »] ; les gens vivent dans des « apartments » ou des « townhouses », par exemple). En général, les termes anciens sont d'origine britannique (les nourrissons portent des « nappies » et non des « diapers » ; les voitures ont des « bonnets » et des « windscreens » ; les enfants étudient les « maths », utilisent des « rubbers » pour effacer leurs erreurs et languissent les « holidays »). En revanche, les phénomènes nouveaux sont importés, ainsi que leurs noms, des États-Unis.
Les voitures constituent un exemple intéressant de combinaison des lexiques américain et britannique : l'américain « trunk » est presque toujours préféré au britannique « boot », l'expression britannique « sleeping policeman » est utilisée à la place de l'américain « speed bump » alors que le capot est toujours désigné par le britannique « bonnet ». Le terme « hood » est probablement évité puisqu'il désigne le pénis en argot jamaïcain.
Naturellement, le standard jamaïcain emprunte également de nombreux termes au patois jamaïcain, comme « duppy » pour « ghost » ; « higgler » pour « informal vendor », et d'autres mots pour désigner des mets locaux : « ackee », « callaloo », « guinep », et « bammy ».